# ۵ مرداد
۵ مرداد صد و بیست و نهمین روز سال در گاه‌شماری خورشیدی است. تا پایان سال ۲۳۶ روز (۲۳۷ روز در سال کبیسه) باقی‌است.

## رویدادها
- ۱۳۷۸ - سیل ۱۳۷۸ نکا
- ۱۴۰۰ - اجرای حکم آرمان عبدالعالی دوست و عامل جنایت قتل غزاله شکور و نهایتا تعویق مکرر آن [۱]

## زادروزها
- ۱۲۹۶ - هوشنگ پزشک‌نیا، نقاش
- ۱۳۲۱ - بهمن  مفید، بازیگر
- ۱۳۲۱ - حسین عرفانی، بازیگر و دوبلور
- ۱۳۲۳ - داریوش ارجمند، بازیگر
- ۱۳۳۹ - محسن وزوایی، نظامی
- ۱۳۵۷ - سید اصغر محمودی، نقاش
- ۱۳۵۷ - روح‌الله زم، روزنامه‌نگار و فعال رسانه ای
- ۱۳۶۰ - سید مهدی سیدصالحی، بازیکن فوتبال

## درگذشت‌ها
- ۱۳۵۹ - محمدرضا شاه، دومین پادشاه ایران از دودمان پهلوی
- ۱۳۸۵ - جعفر بزرگی، خواننده و بازیگر
- ۱۳۸۹  - سید عطاءالله احمدی، روحانی و فقیه ایرانی
- ۱۳۹۲ - رضا مریدی دلفان، نوازنده
- ۱۳۹۵ - حسین کوهکن، سازنده غار سنگی حسین کوهکن
- ۱۴۰۱ - منوچهر دوایی، پزشک و یکی از اعضای فرهنگستان علوم پزشکی (زاده ۱۳۱۵)
- ۱۴۰۱ - حبیب‌الله صادقی، نقاش (زاده ۱۳۳۶)
- ۱۴۰۲ - اسماعیل خوشنویس، نماینده اردبیل در دوره نخست مجلس شورای اسلامی

## مناسبت‌ها
- روز ملی کرمانشاه در ایران[۲][۳]